# Mangzhang Xiang
Mangzhang Xiang (kinesiska: 芒章, 芒章乡) är en socken i Kina. Den ligger i provinsen Yunnan, i den sydvästra delen av landet, omkring 460 kilometer väster om provinshuvudstaden Kunming. Antalet invånare är 11 583. Befolkningen består av 5 558 kvinnor och 6 025 män. Barn under 15 år utgör 23,0 %, vuxna 15-64 år 70 %, och äldre över 65 år 6,0 %.
Genomsnittlig årsnederbörd är 1 537 millimeter. Den regnigaste månaden är juli, med i genomsnitt 402 mm nederbörd, och den torraste är januari, med 4 mm nederbörd.